# 디벨로퍼 릴레이션
DevRel(데브릴, 데브렐) 이라고도 하는 디벨로퍼 릴레이션 은 기본 사용자인 조직과 개발자(예: 소프트웨어 개발자) 사이에서 상호 유익한 관계성과 커뮤니티를 구축하고 육성하기 위한 전략과 전술을 포괄하는 용어이다. 제품 구매에 영향을 미치는 경우가 많다.
디벨로퍼 릴레이션은 플랫폼 전도 의 한 형태이며 관련된 활동을 개발자 프로그램 또는 DevRel 프로그램 이라고도 한다. 디벨로퍼 릴레이션 프로그램은 다음 중 일부 또는 전부를 중심으로 구축한 프레임워크로 구성하고 있다.
- 개발자 마케팅 : 인지도를 높이고 개발자가 제품을 사용하도록 전환하기 위한 아웃리치 및 참여 활동이다.
- 개발자 교육 : 학습을 지원하고 제품 및 커뮤니티와의 친화력을 구축하기 위한 제품 설명서 및 교육 리소스이다.
- 개발자 경험(Developer Experience, DX) : 개발자 참여나 활동을 활성화하기 위한 개발자 포털, 제품 및 문서와 같은 리소스이다.
- 개발자 성공 : 개발자가 제품을 구축하고 확장할 때 개발자를 육성하고 유지하기 위한 활동이다.
- 커뮤니티 : 지속 가능한 프로그램을 유지하기 위해 커뮤니티에 영양을 공급한다.

디벨로퍼 릴레이션 프로그램의 영향 및 목표는 다음과 같다.
- 수익 및 자금 증가
- 사용자 성장 및 유지
- 제품 혁신 및 개선
- 고객 만족 및 지원 편향
- 강력한 기술 채용 파이프라인
- 브랜드 인지도 및 인지도

- 제품 구축: 조직은 개발자 커뮤니티에 의존하여 기술을 구축합니다(예: 오픈 소스).
- 제품 시장 적합성: 제품의 성공은 개발자의 요구와 욕구를 이해하는 데 달려 있다.
- 개발자 지원: 개발자의 제품 사용을 지원합니다(예: 교육, 도구 및 인프라 제공).
- 개발자 인식: 제품의 성공을 방해할 수 있는 개발자 인식을 극복한다.
- 고용/채용: 채용을 위해 잠재적인 개발자를 유치한다.

## 역사와 뿌리
Apple에서 1980년대에 제3자 개발자가 Macintosh 플랫폼용 소프트웨어 및 응용 프로그램을 개발하도록 설득하기 위해 소프트웨어 전도사라는 용어 를 만든 Mike Murray가 최초의 디벨로 필레이션l 프로그램을 만들고 시작한 것으로 간주한다. Mike Boich 는 매킨토시 프로젝트를 위한 Apple의 첫 번째 소프트웨어 에반젤리스트였으며 Apple의 수석 에반젤리스트가 되어 디벨로퍼 릴레이션 프로그램을 대중화할 Guy Kawasaki 를 고용했다.
디벨로퍼 릴레이션은 2013년에 New Relic, Twilio, EngineYard 및 SendGrid와 같은 회사가 개발자 우선 접근 방식을 대중화하면서 더욱 주류가 되기 시작했다.

## 조직의 역할

### 역할 및 직위
디벨로퍼 릴레이션은 이론적으로 엔지니어링, 마케팅, 제품 관리 및 커뮤니티 관리를 교차한다.
디벨로퍼 릴레이션에는 다음과 같은 다양한 유형의 역할/직함이 있다.
- Developer Advocates ( Developer Evangelists 라고도 함):[8] 회의 연설, 모임 참석, 해커톤 주최, 코드 샘플 생성, 웨비나 구축, 가상 오피스 시간 주최 및/ 또는 커뮤니티와 내부 제품 팀 간의 연락 담당자 역할을 하여 지지한다.[11] 이들은 코딩 경험[8] 이 있을 가능성이 높으며 피드백을 수집하거나 데모/코드 샘플을 생성하거나 제품 문제에 대한 솔루션을 찾을 수 있다.[11]
- 개발자 경험(DX) 실무자 : 개발자가 사용하는 제품에 대한 자체 사용자 경험 이니셔티브.[11] DX는 제품과 문서를 모두 포함하며[4] DX 실무자는 SDK 또는 API 디자인, 온보딩 흐름 및 문서를 처리할 수 있다.[11]
- 기술 커뮤니티 관리자 : 제품의 기술적 측면에 대해 기술적인 성격의 대화에 집중하는 커뮤니티 관리자이다.[8] 그들은 Developer Advocates 팀(Developer Advocacy 라고도 함)이 동료 개발자를 교육하고 영감을 줄 수 있는 기회를 식별하고 추적할 수 있다.[12]
- 개발자 마케터 : 도구, 솔루션 및 플랫폼에 대한 인식, 채택 및 지지를 높이기 위해 소프트웨어 개발자의 관심을 대상으로 지정하고 포착한다.[13] 그들은 개발자가 작업 흐름을 개선하고 개발 효율성을 높이는 데 도움이 되는 솔루션을 제공하여 실제 문제를 해결하는 데 중점을 둔다.[13] 또한 개발자가 대상 제품을 옹호할 수 있도록 권한을 부여하고 전파하여 개발자 옹호를 촉진한다.[13]
- 테크니컬 라이터 : 테크니컬 라이터는 온라인 도움말, 매뉴얼, 백서 등과 같은 콘텐츠를 제작한다. 기술 작가는 종종 디벨로퍼 릴레이션 역할로 간주된다.[14][15]

### 보고서 구조
디벨로퍼 릴레이션 실무자는 조직 내에서 기술 및 비기술 그룹 모두에 보고할 수 있다. 2021년 조사에 따르면 기업의 보고 구조는 마케팅: 26.2%, 비기술 부서 통합(마케팅, 영업 및 비즈니스 개발): 30.7%, 기술 부서 통합(제품, 엔지니어링 및 CTO): 44.1%였다.

### 급여 구조
디벨로퍼 릴레이션 실무자의 연봉은 US$50,000 미만에서 경우에 따라 $250,000 이상까지 다양하다. 2021년 조사에 따르면 연봉의 가장 큰 부분은 $100,000에서 $150,000 사이였다.

## 디벨로퍼 릴레이션을 실행하는 회사

### 개발자 우선 대 개발자 플러스 회사
디벨로퍼 릴레이션을 실행하는 조직은 기본 비즈니스 모델에 따라 개발자 우선(Developer-First) 또는 개발자 플러스(Developer-Plus,일명 Dev + )일 수 있다. 개발자 우선 회사(예: Stripe, Camunda, PerceptiLabs, Unity 및 Twilio )는 개발자가 사용하도록 특별히 설계된 제품 판매에 중점을 둔 B2D(Business-to-Developer) 모델을 보유하고 있다. 개발자 플러스 회사(예: Slack, Spotify, Apple, Qualcomm 및 Santander )는 B2B(Business -to- Business) 또는 B2C( Business-to-Consumer )인 경향이 있다. 개발자 플러스 기업의 주요 초점은 기업이나 소비자를 위한 제품을 만들고 판매하는 것이지만, 개발자가 다음과 같은 전략에 도움이 되거나 강화되는 제품이나 서비스를 제공하기도 한다. 전략 또는 기존 제품을 최적화/강화한다.
2021년 설문 조사에 따르면 디벨로퍼 릴레이션 프로그램을 보유한 조직의 63.6%가 개발자 플러스이고 36.4%가 개발자 우선였다.

### 개발자 영향 및 시장 규모
Developer-Plus 또는 Developer-First에 관계없이 기업은 구매 결정에 영향을 미치는 개발자의 영향력이 커지고 있음을 인식하고 있다. 여기에는 개발자를 위한 도구를 만드는 데 중점을 둔 새로운 회사와 현재 개발자 기회를 인식하고 있는 다른 곳에 중점을 둔 기존 회사가 포함된다. 따라서 비즈니스 리더는 이제 회사에서 새로운 디벨로퍼 릴레이션 프로그램을 시작하거나 기존 프로그램의 영향력을 높이는 데 관여한다.
개발자를 대상으로 하는 제품 또는 서비스는 약 490억 달러(2021년 기준)로 구성된다 다음을 포함한 여러 범주에 걸친 개발자 주도 환경 :
- SDLC(Software Delivery Lifecycle) : 소프트웨어 설계, 개발 및 테스트와 같은 프로세스를 위한 SDLC 솔루션이다.
- Dev Tools : 소프트웨어 구축을 위한 도구.
- Dev Infrastructure : 분산되고 반복 가능한 소프트웨어 구성을 지원하는 하드웨어 및 소프트웨어.
- 개발 플랫폼 : 개발자 인터페이스, 코드 우선 및 API 전용 런타임.

Twilio 는 개발자 우선 회사의 한 예이며, 특히 API 경제 [ 형성에 도움을 준 API 우선 회사 (API를 중심으로 설계된 비즈니스 모델 및 사례 ), DevRel 프로그램 대중화, 플랫폼 전도로 유명해졌다. 특히 Twilio 로고가 뒤따르는 실리콘 밸리의 "Ask Your Developer"라는 3단어 광고판은 전략적 의사 결정에서 경영진과 개발자 간의 대화를 시작한 것으로 인정받고 있다.

### 지역별 분석
디벨로퍼 릴레이션 이니셔티브는 전 세계 조직에서 실행된다. 2021년에 전 세계적으로 디벨로퍼 릴레이션을 실행하는 회사의 분류는 주로 북미(캐나다 및 미국 – 61.5%)와 유럽(동유럽, 서유럽 및 영국 – 21.6%)에 있었다. 기타 국가/지역에는 호주/뉴질랜드, 중국, 인도 및 중동이 포함된다.

### 산업별 분석
디벨로퍼 릴레이션은 주로 IT / IS 에서 널리 사용되지만 다른 산업에서도 사용된다. 2021년의 일반적인 동향은 다음과 같다.
- 정보 기술/서비스 44.6%
- SaaS 20.5%
- 텔레콤 6.2%
- 금융 서비스 7.7%

## 전문 이벤트
DevRelCon은 2015년부터 hoopy.io에서 주최하는 연례 디벨로퍼 릴레이션 이벤트이다. 디벨로퍼 릴레이션, DX, 커뮤니티, 개발자 마케팅을 다루며 런던, 도쿄, 샌프란시스코 등 전 세계 여러 도시에서 개최되었다.
DevRelCon의 DevRel Awards는 개발자 옹호, 마케팅, 커뮤니티, 교육 및 경험을 주도하는 개인, 팀 및 이니셔티브를 강조하여 최고의 개발자 관계를 축하한다.

## 참조
1. 1 2  Singh Gill, Pawanpreet (2022년 7월 26일). “What is Developer Relations?”. 《Commudle》. 2022년 12월 12일에 확인함.
2. 1 2  Lean, Sarah (2021년 6월 23일). “What is Developer Relations?”. 《Techielass - A blog by Sarah Lean》. 2022년 3월 4일에 확인함.
3. ↑  Revell, Matthew. “What is developer relations?”. 《DevRel》. 2022년 3월 4일에 확인함.
4. 1 2 3 4  Lewko and Parton (2021년 4월 23일). “A Framework for Developer Relations”. 《Developer Relations – The Book》. 2022년 3월 4일에 확인함.
5. 1 2  “How developers influence purchasing decisions in today's IT organizations”. 《Stack Overflow》. 2021년 8월 19일. 2022년 5월 18일에 원본 문서에서 보존된 문서. 2022년 3월 4일에 확인함.
6. 1 2 3 4 5 6 7 8 9 10 11 12 13  Re:vere Communications (2021). “8th DevRel Survey State of Developer Relations 2021” (PDF). 《State of Developer Relations》. 2022년 3월 4일에 확인함.
7. ↑  Kriesel, Tessa. “How DevRel Programs Drive Business Impact”. 《Devocate》. 2022년 5월 23일에 원본 문서에서 보존된 문서. 2022년 3월 4일에 확인함.
8. 1 2 3 4  Thengvall, Mary (2019년 5월 23일). “What Is Developer Relations (And Why Should You Care?)”. 《Mary Thengvall Community Builder》. 2022년 3월 4일에 확인함.
9. ↑  “Mike Boich”. 《Computer History Museum》. 2022년 3월 4일에 확인함.
10. 1 2 3  Stowe, Mike (2017년 5월 25일). “A Brief History Of Developer Relations Programs: How DevRel Evolved Into Developer Communities”. 《Influitive》. 2022년 3월 4일에 확인함.
11. 1 2 3 4  “What is Developer Relations and What are Common Roles?”. 《Moesif Blog》. 2021년 7월 1일. 2022년 3월 4일에 확인함.
12. ↑  Nguyen-Huu, Dan. “Building Community and Dev Rel at Product-Led Companies”. 《Decibel》. 2022년 3월 4일에 확인함.
13. 1 2 3  utkarsh, 0xZeus (2021년 8월 28일). “Developer Marketers-DevRel Carousels #6”. 《Dev.to》. 2022년 3월 4일에 확인함.
14. ↑  Hughes, Karl (2021년 10월 26일). “What is a Developer Advocate?”. 《DRAFT.DEV Blog》. 2022년 3월 4일에 확인함.
15. ↑  Dhar, Shibam (2022년 2월 4일). “What is DevRel? | What is Developer Relations ? | What is Developer Advocate ?”. 《Tutorials Link》. 2022년 3월 4일에 확인함.
16. 1 2 3 4  Parton, James (2021년 8월 23일). “Developer Relations: Developer First & Developer Plus Companies”. 《Medium》. 2022년 3월 4일에 확인함.
17. 1 2  Lewko and Parton (2021). “Developer Relations How to Build and Grow a Successful Developer Program”. 《Springer Professional》. 2022년 3월 4일에 확인함.
18. ↑  Jewell, Tyler (2021년 9월 7일). “Developer-Led Landscape: 2021 Edition”. 《Tyler’s Musings》. 2022년 3월 4일에 확인함.
19. ↑  Ahrens, Ken. “The Developer-Led Landscape”. 《Speedscale》. 2022년 3월 4일에 확인함.
20. ↑  Wilhelm, Alex (2022년 3월 1일). “As API-first startups multiply, GGV builds an index”. 《TechCrunch》. 2022년 3월 4일에 확인함.
21. ↑  “On the Origins of API-First Companies”. 《ReadMe》. 2017년 1월 4일. 2022년 3월 4일에 확인함.
22. ↑  Lutkevich, Ben. “API economy”. 《Tech Target》. 2022년 3월 4일에 확인함.
23. 1 2  “DevRelCon”. 《DevRel》.
24. ↑  “DevRelAwards”. 《Twitter》. 2022년 3월 4일에 확인함.
25. ↑  “The 2022 DevRel Awards, presented by Orbit”. 《DevRelAwards》. 2022년 3월 4일에 확인함.